# 窒息プレイ
窒息プレイ（ちっそくプレイ）とは、性的興奮を得るために意図的に脳への酸素供給を停止させ仮死状態になる行為であり、自己発情窒息 (AeA)、ハイポクシフィリア、ブレス・コントロール・プレイ (BCP)とも呼ばれる。また、性的興奮を意図しないものは失神ゲームと呼ばれる。アメリカ精神医学会による『精神障害の診断と統計マニュアル』によれば性的倒錯に分類される。精神科医のジョセフ・メルリーノは「致死性または重症となる可能性があるので」それは障害の基準を満たしていると述べている。

## 生理学
ジョン・クーラは「（首の両側にある）頸動脈は心臓から脳へ酸素の豊富な血液を運んでいる。これらが圧迫されると、絞殺や絞首刑のように脳への酸素供給が突然止まり、二酸化炭素が蓄積することでめまい、意識朦朧、喜びの感情を増大させ、その全てが自慰の興奮を高める。」と著書で解説している。
また、ジョージ・シューマンは「脳が酸素を奪われるとき、低酸素症と呼ばれる明確な半幻覚状態を引き起こす。それはオーガズムと結合されて、そのラッシュはコカインと同程度に強力であると言われており、非常に強い習慣性がある。」と解説している 。
慢性的な低酸素症によってもたらされる幻覚状態に関して、ロイド博士は登山者が高地で経験する幻覚と類似している点を注記した。彼はさらに、そのような状態は高高度での航空機の急激な減圧によってもたらされる低酸素症では引き起こされないことを注記した。これらの調査結果は、酸素の欠乏のみが興奮の増大に至らせる要因であるわけではない事を示唆していた。そこで低酸素症の研究について調査したところ、「脳の神経化学の異常が相互に連結した神経伝達物質であるドーパミン、セロトニン、β-エンドルフィンの内一つ以上を含んでいることが、幻覚と関係した全ての状況で報告されている。」という事を発見した。

## 歴史
歴史的に窒息プレイが文書に現れるのは17世紀前半からである。初めは勃起不全の治療として使われた。そのアイデアはおそらく、絞首刑から来ている。公開絞首刑の立会人は、男性の受刑者が勃起し、死後も勃起し続けることもあり、時折絞首台にかけられた際に射精をした事を記録していた。しかしながら、絞首刑の受刑者が死後に射精をするのは筋肉の弛緩によるものであり、窒息プレイを行う人が求めるものとは異なるメカニズムによるものである。

## 実行
必要とされる酸素減少のレベルに応じて、布を壁にかける、ビニール袋を頭から被る、結紮による自己絞殺、ガスや揮発性の溶媒を用いる、心臓マッサージ、またそれらの組み合わせのような様々な方法が使われる。時々、望ましい効果を得るために複雑な装置が用いられる。注意をして実行したとしても危険であり、かなりの数の事故死が起こっている。1995年、ウヴァは「窒息プレイによる死亡率変動の推定は、アメリカ合衆国において年間250から1000人の間である。」と記した。この問題について、スカンジナビアおよびドイツでも報告された。

## 死亡事故
部分的な仮死による意識の喪失によって窒息の制御が失われることで継続的に窒息して死に至るという事故がしばし起こる。窒息プレイはしばしパートナーとの性交に取り入れられるが、それ以外では単独で行われるために危険な状態を脱することをより難しくしている。
また、いくつかの事故死のケースでは、窒息プレイ愛好家の体は裸か性器を握った状態、ポルノ雑誌の近く、張型や性具を使用した状態、または死の直前にオーガズムに達した証拠と共に発見された。その体は、事故死の場面でしばし他の性的倒錯活動の徴候を示すことが発見された。例えば女装やマゾヒズムなどが見られる。自宅でティーンエイジャーが関係しているケースでは、家族がその場面を「片づける」ことによって性的倒錯な活動の証拠を取り除き妨害するかもしれない。
窒息プレイによる既存の事故死の大多数は男性である。1974年から1987年までのオンタリオ州およびアルバータ州における全ての既知のケースを調べたところ、117件中女性の事故死はわずか1件のみであった。窒息プレイによる女性の事故死のケースもいくつか報告されている。事故死の平均年齢は20代の半ばであるが、青年の事故死も報告されており、また70代の男性も報告されている。
自殺でなく事故死であった場合、保険会社は生命保険を支払わなければならなくなるため、弁護士と保険会社は臨床医の注意を自殺に向けさせた。

### 有名な事故
- フランツ・コツワラ (en)（作曲家）は1791年に窒息プレイによる事故で死亡した。それは窒息プレイによる事故死の初めて記録されたケースである。
- 阿部定は1936年、彼女の恋人である石田吉蔵を窒息プレイの末に絞殺し、彼の陰茎および睾丸を切除してハンドバッグに入れて数日間持ち歩いた。この事件は1930年代の日本に阿部定パニックを巻き起こし、日本で最も有名な殺人事件の一つとなった。（阿部定事件）
- アルバート・デッカー（俳優）は1968年、バスタブ内でひざまずき、全裸の身体に口紅で性的な言葉が殴り書きされ、首に縄をかけた状態で死んでいるのが発見された。
- ヴァーン・ボーデ (en)（アーティスト）は1975年に窒息プレイによる事故で死亡した。
- スティーブン・ミリガン (en)（イーストレイ (en) 選出のイギリスの保守党議員）は1994年、自縛した状態で窒息プレイによる事故で死亡した[27]。
- ケヴィン・ギルバート（シンガーソングライター）は1996年、見た目上は窒息プレイによる事故で死亡した[28]。
- クリスティアン・エッケルズ（イギリス国民戦線党員）は2005年に窒息プレイによる事故で死亡した[29]。
- ダイアン・ヘルツェグはハスラー誌を彼女の14歳の息子（トロイ・D）の死について訴えた。彼はハスラーに載っていた窒息プレイの方法を読んだあと、その実験をした[30]。
- デビッド・キャラダイン（俳優）は、彼の死体の検死を行った検死官によると、2009年6月4日に窒息プレイの事故で死亡したとされる[31][32]。彼の体は、タイの彼の部屋のクローゼットにロープでぶら下がった状態で発見された[33][34]。そして、直前のオーガズムの証拠が発見された[35]。2回の死体解剖が行われた結果、彼の死は自殺ではないと結論付けられ、彼の体を調べたタイの法医学的な病理学者は彼の死が窒息プレイによるものかもしれないと述べた[36][37][38][39]。キャラダインの二人の元妻であるゲイル・イェンセン[40][41]およびマリーナ・アンダーソン[42][43][44]は、彼の性的な興味が自縛の実行を含んでいると公的に述べた。

## 大衆文化
映画『The Ruling Class』のイントロのシーンはハリー・アンドリュース演じる第13代ガーニー伯爵ラルフ・ガーニーが窒息プレイの事故で死亡することを示している。また、ロビン・ウィリアムズの映画『ディア・ダディ 嘘つき父さんの秘密（World's Greatest Dad）』においても窒息プレイによる事故死が扱われた。テレビドラマ『シックス・フィート・アンダー』のエピソード冒頭における必然的な死として、第2シーズンの第7話「咆哮 (back to the garden)」ではジェフリー・マーク・シャピロという登場人物の死因が窒息プレイによる事故死であったとされている。

## 関連図書
- Robert R. Hazelwood, Park Elliot Dietz, Ann Wolbert Burgess: Autoerotic Fatalities. Lexington, Mass.: LexingtonBooks, 1983.
- Sergey Sheleg, Edwin Ehrlich: Autoerotic Asphyxiation: Forensic, Medical, and Social Aspects, Wheatmark (August 15, 2006), trade paperback, 208 pages ISBN 1587366045 ISBN 978-1587366048
- John Money, Gordon Wainwright and David Hingsburger: The Breathless Orgasm: A Lovemap Biography of Asphyxiophilia. Buffalo, New York: Prometheus Books, 1991.
- 振津隆行「同意殺人・同意傷害 ―殺人罪・傷害罪と同意の法的効果およびその有効性の限界」別冊法学教室 刑法の基本判例92-95頁,1988